# Языки Мексики
Правительство Мексики признает 69 отдельных коренных языков (из семи различных семей и четыре других языков-изолятов) как национальные дополнительно к испанскому языку.
По данным комиссии по развитию коренных народов (CDI) и Национального Института Языков Народов (INALI), только около 6 % населения говорит на языках коренных народов, в то время как 10-14 % населения считает себя индейцами.

## Законодательство
Испанский де-факто является национальным языком Мексики, на котором говорит большинство мексиканцев, хотя он не определён как официальный язык в законе. Вторая статья Конституции Мексики определяет страну как многокультурную, признающую право коренных народов на «охрану и развитие их языков, а также продвижение «двуязычного и межкультурного образования».
В 2003 году Конгресс Мексики поддержал Главный закон о языковых правах коренных народов, который признал, что история Мексики делает эти коренные языки национальными в стране. Соответственно, они «имеют такую же силу, [как испанский язык] на их территории, месте и окружении». В то же время, законодатели не сделали никаких конкретных положений для официального или законного статуса испанского языка. Этот закон означает, что коренные народы могут использовать свой родной язык в общении с государственными чиновниками и запросить официальные документы на этом языке. Мексиканское государство поддерживает сохранение и продвижение использования национального языка в рамках деятельности Национального Института Языков коренных народов.
В Мексике около 6 миллионов носителей коренных языков. Это вторая по численности группа в Америке после Перу. Однако доля говорящих на аборигенных языках в Мексике сравнительно мала по сравнению с другими странами Латинской Америки, такими как  Гватемала (42,8 %), Перу (35 %), Эквадор (9,4 %), Панама (8,3 %), Парагвай и Боливия.
Среди коренных языков только астекские имеют более миллиона носителей, другим коренным мексиканским языком с большим количеством носителей языка является юкатекский.

## История

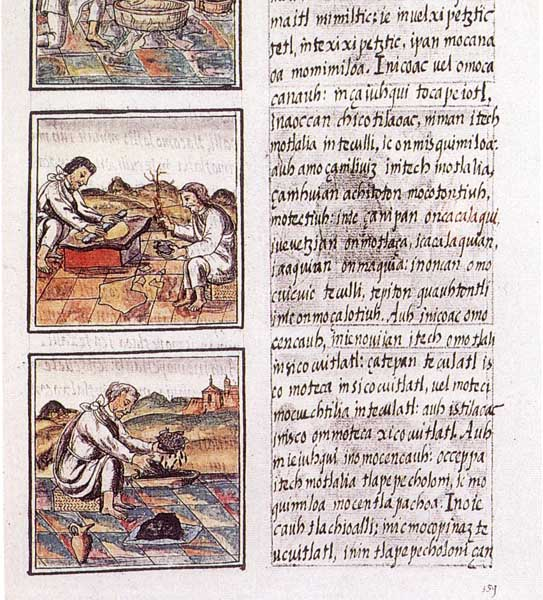
Страница Флорентийскийского кодекса, написанная на языке науатль на основе латинского алфавита

Медленное вытеснение мексиканских коренных языков испанским начался с приходом испанских войск и колонистов в страну в 16-м веке. Некоторые монахи и священники пытались описать и классифицировать языки местных коренных народов. Король Испании Филипп II постановил в 1570 году, что астекский будет официальным языком Новой Испании, чтобы облегчить общение между выходцами из колоний. Тем не менее в 1696 году Карл II изменил политику и запретил использование любых других языков, кроме испанского во всей Новой Испании. Начиная с 18 века, указы с целью «испанизации» коренного населения стали более многочисленными и мексиканские колонизаторы уже не изучали языки коренных народов.
После провозглашения независимости правительство начало реформу образовательной системы с основной целью испанизировать коренное население. Эта политика была основана на идее, что это поможет коренным народам стать более интегрированной частью новой мексиканской нации.
Кроме Второй Мексиканской империи, возглавляемой Максимилианом I, никакое другое правительство не пыталось предотвратить исчезновение коренных языков в XIX веке.
В 1889 году Антонио Гарсия Кубас подсчитал, что 38 % мексиканцев говорили на языках коренных народов, по сравнению с 60 % в 1820 году. К концу 20-го века это число упало до 6%.
На протяжении большей части 20-го столетия сменявшие друг друга правительства отрицали статус коренных языков. Школьникам-индейцам было запрещено говорить на родном языке в школе, их часто наказывали за это.
В 2002 году в конституцию Мексики были внесены поправки, имеющие целью укрепить многокультурную природу страны, в соответствии с которыми государство обязано защищать и развивать проявления этого разнообразия. 14 июня 1999 года Совет писателей коренных языков представил в Конгрессе документ под названием «Предлагаемые правовые инициативы, касающиеся на языковых прав коренных народов и общин» с целью начала защиты языковых прав коренных общин.
Закон Ley General de Derechos Lingüísticos de los Pueblos Indígenas был принят в декабре 2002 года, создав основы для сохранения, воспитания и развития коренных языков. Критики утверждают, что сложность закона делает право применение трудным.

## Классификация
Ниже классификация 65 индейских языков по семьям:
Языковые семьи севера Мексики
- Алгонкинские языки: кикапу
- Кочими-юманские языки: пайпай, килива, кокопа, кочими и кумиай
- Юто-ацтекские языки:
  - Тепиманская ветвь: папаго, пима-бахо, северный и южный тепеуанский
  - Ветвь таракаита: тараумара, гуарихио, яки и майо
  - Корачольская ветвь: кора, уичоль
  - Науанская ветвь: науатль, диалекты науатль

Языковые семьи со всеми известными членами в Мексике
- Тотонакские языки:
  - Тотонакский (различные разновидности)
  - Тепеуа (различные разновидности)
- Ото-мангские языки:
  - Ото-памская ветвь: северный паме, южный паме, чичимека-хонас, отоми, масауа, матлацинка окуильтепекский
  - Пополокская ветвь: пополока, чочо, искатекский*, масатекские языки
  - тлапанекско-субтиабская ветвь: тлапанекский
  - Амусго ветвь: геррерский амусго, оахакский амусго
  - Миштекская ветвь: миштекские языки, куикатекский и трике.
  - Чатино-сапотекская ветвь: чатино (и его диалекты), сапотекские языки.
  - Чинантекская ветвь: чинантекский (и его диалекты)
  - Чиапанека-манге ветвь: чиапанекский*
- Языки михе-соке:
  - Языки соке
  - Языки михе
  - Пополокский (техистепекский пополокский, сьерра-пополокский (оба соке) и саюла-пополокский, олута-пополокский (оба михе))

Языковые семьи юга Мексики
- Майяские языки:
  - Уастекская ветвь: вастек,
  - Юкатекская ветвь: юкатекский майя, лакандон,
  - Чоланская ветвь: чоль, чонтальский майя, цельталь, цоциль,
  - Канхобаланско-чухская ветвь: чух, тохолабаль, канхобаль, хакалтекский, мотозинтлекский, акатек
  - Киче-мамская ветвь: мам, тектитек, ихиль, киче, какчикель и кекчи.

Изолированные языки:
- Сери
- Текистлатекские языки: низинный чонталь, горный чонталь
- Пурепеча
- Уаве

*Под угрозой исчезновения.
| Карты языков коренных народов Мексики |                                       |                                     |
|                                       |                                       |                                     |
| Языки с более чем 100 тысяч носителей | Языки с 20 тыс. до 100 тыс. носителей | Языки с менее чем 20 тыс. носителей |

## Другие языки
Некоренные языки Мексики включают английский, на котором говорят, в основном, и жители мексиканских штатов рядом с границей между Мексикой и США (например жители города Тихуана), как и те в особенных англоязычных сообществах на разных территориях в стране.
Также в Мексике представлены немецкий (в основном в Мехико и Пуэбле), арабский, венетский (в штате Чипило), французский, окситанский, каталанский, баскский, галисийский, астурийский, тагальский, китайский, иврит, корейский, ладино, немецко-платский диалект, армянский и многие другие. Несколько из этих языков представлены только незначительным числом говорящих. На остальных языках говорят в общем и целом либо иммигранты, либо их потомки, которые проживают в больших городах.
Многие мексиканцы — как образованные, так и бедные эмигранты, прожившие в США и вернувшиеся — в различной степени владеют английским языком.